# 比利艾斯库萨德阿罗
比利艾斯库萨德阿罗，是西班牙卡斯蒂利亚-拉曼恰昆卡省的一个市镇。总面积93平方公里，总人口578人（2001年），人口密度6人/平方公里。